# Central Hockey League 1978-1979
La stagione 1978-1979 è stata la 16ª edizione della Central Hockey League, lega di sviluppo creata dalla National Hockey League per far crescere i giocatori delle proprie franchigie. La stagione vide al via sei formazioni e al termine dei playoff i Dallas Black Hawks conquistarono la loro quarta Adams Cup.

## Squadre partecipanti
Rispetto alla stagione precedente si sciolsero i Phoenix Roadrunners mentre si iscrissero gli Oklahoma City Stars.
- Dallas Black Hawks
- Fort Worth Texans
- KC Red Wings
- Oklahoma C. Stars
- Salt Lake Golden Eagles
- Tulsa Oilers

## Stagione regolare
|  | Pos. | Squadra                 | Pt  | G  | V  | S  | N | GF  | GS  | DR   |
|  | ---- | ----------------------- | --- | -- | -- | -- | - | --- | --- | ---- |
|  | 1.   | Salt Lake Golden Eagles | 101 | 76 | 47 | 22 | 7 | 314 | 209 | +105 |
|  | 2.   | Dallas Black Hawks      | 93  | 76 | 45 | 28 | 3 | 339 | 289 | +50  |
|  | 3.   | KC Red Wings            | 77  | 77 | 37 | 36 | 3 | 301 | 306 | -5   |
|  | 4.   | Fort Worth Texans       | 70  | 76 | 33 | 39 | 4 | 260 | 277 | -17  |
|  | 5.   | Oklahoma C. Stars       | 69  | 76 | 34 | 41 | 1 | 277 | 311 | -34  |
|  | 6.   | Tulsa Oilers            | 46  | 76 | 21 | 51 | 4 | 258 | 357 | -99  |

Legenda:

      Ammesse ai Playoff
Note:

Due punti a vittoria, un punto a pareggio, zero a sconfitta.

## Playoff
|  | Semifinali | Semifinali              | Semifinali |                    |   | Finale                  | Finale | Finale |  |
|  |            |                         |            |                    |   |                         |        |        |  |
|  | 1          | Salt Lake Golden Eagles | 4          |                    |   |                         |        |        |  |
|  | 1          | Salt Lake Golden Eagles | 4          |                    |   |                         |        |        |  |
|  | 4          | Fort Worth Texans       | 1          |                    |   |                         |        |        |  |
|  | 4          | Fort Worth Texans       | 1          |                    | 1 | Salt Lake Golden Eagles | 1      |        |  |
|  |            |                         |            |                    | 1 | Salt Lake Golden Eagles | 1      |        |  |
|  |            |                         | 3          | Dallas Black Hawks | 4 |                         |        |        |  |
|  | 2          | Dallas Black Hawks      | 3          | Dallas Black Hawks | 4 | 4                       |        |        |  |
|  | 2          | Dallas Black Hawks      |            |                    |   |                         |        |        |  |
|  | 3          | Kansas City Red Wings   | 0          |                    |   |                         |        |        |  |

## Premi CHL
- Adams Cup: Dallas Black Hawks
- Bob Gassoff Trophy: Jeff Bandura (Dallas Black Hawks)
- Iron Man Award: Floyd Thomson (Salt Lake Golden Eagles)
- Jake Milford Trophy: John Muckler (Dallas Black Hawks) e Jack Evans (Salt Lake Golden Eagles)
- Ken McKenzie Trophy: Mike Eaves (Oklahoma City Stars)
- Max McNab Trophy: Curt Ridley (Dallas Black Hawks)
- Most Valuable Defenseman Award: Greg Hubick (Dallas Black Hawks)
- Terry Sawchuk Trophy: Doug Grant e Terry Richardson (Salt Lake Golden Eagles)
- Tommy Ivan Trophy: Ron Low (Kansas City Red Wings)